# Norman Shumway
Norman E. Shumway (ur. 9 lutego 1923 w Kalamazoo, Michigan, zm. 10 lutego 2006 w Palo Alto) w Kalifornii, kardiochirurg amerykański, pionier transplantacji serca.
Związany ze Stanford University, sławę zyskał dzięki przeprowadzeniu pierwszej w USA transplantacji serca 6 stycznia 1968, kilka tygodni po operacji dokonanej w RPA przez Christiaana Barnarda. Barnard zastosował technikę przeszczepu serca, którą poznał podczas krótkiego pobytu w klinice Shumwaya w Stanford, nad którą Shumway pracował i doskonalił od 1956 podczas eksperymentów na psach. Mimo wycofania się wielu chirurgów z przeszczepu serca z powodu złych wyników (w 1971 146 pacjentów z 170 pierwszych z przeszczepem serca nie żyło) Shumway nadal zajmował się problemem reakcji odrzucania przeszczepu. W latach 70. przyczynił się do rozwoju operacji przeszczepów, wprowadzając cyklosporynę, zmniejszającą ryzyko odrzucenia organu przez organizm, oraz zastosował biopsję mięśnia serca pozwalającą na wczesne wykrycie reakcji odrzucenia przeszczepu. 
9 marca 1981  Bruno Reitz i Norman Shumway wykonali pierwszy przeszczep serca i płuca (pacjentka zmarła pięć lat później z powodu powikłań po upadku ze schodów - przeprowadzona sekcja nie wykazała ostrej, ani przewlekłej reakcji odrzuceniowej).
Został m.in. uhonorowany nagrodą Międzynarodowego Towarzystwa Transplantacji Serca i Płuc, kierował fundacją popularyzującą transplantacje. W 1994 nagrodzony Medalem Listera.
Shumway oficjalnie przeszedł na emeryturę w 1993, w którym przestał oficjalnie prasowa i operować. Nadal wykładał i pisał: ostatnia z jego 447 prac naukowych została opublikowana w listopadzie 2005.
Największą pasją Normana Shumwaya poza medycyną był golf, której to gry nauczył się w młodości.  W 1993 dostąpił zaszczytu i najważniejszego momentu w swojej karierze golfowej, którym było zaproszenie jako gościa na dobrze znany profesjonalny turniej golfowy AT&T Pebble Beach Tournament odbywający się w Kalifornii.
Zmarł 10 lutego 2006 w Palo Alto z powodu raka płuc.

## Rodzina
W 1951 poślubił Mary Lou Stuurmans, z którą miał jednego syna i trzy córki.